# Respirall nàutic

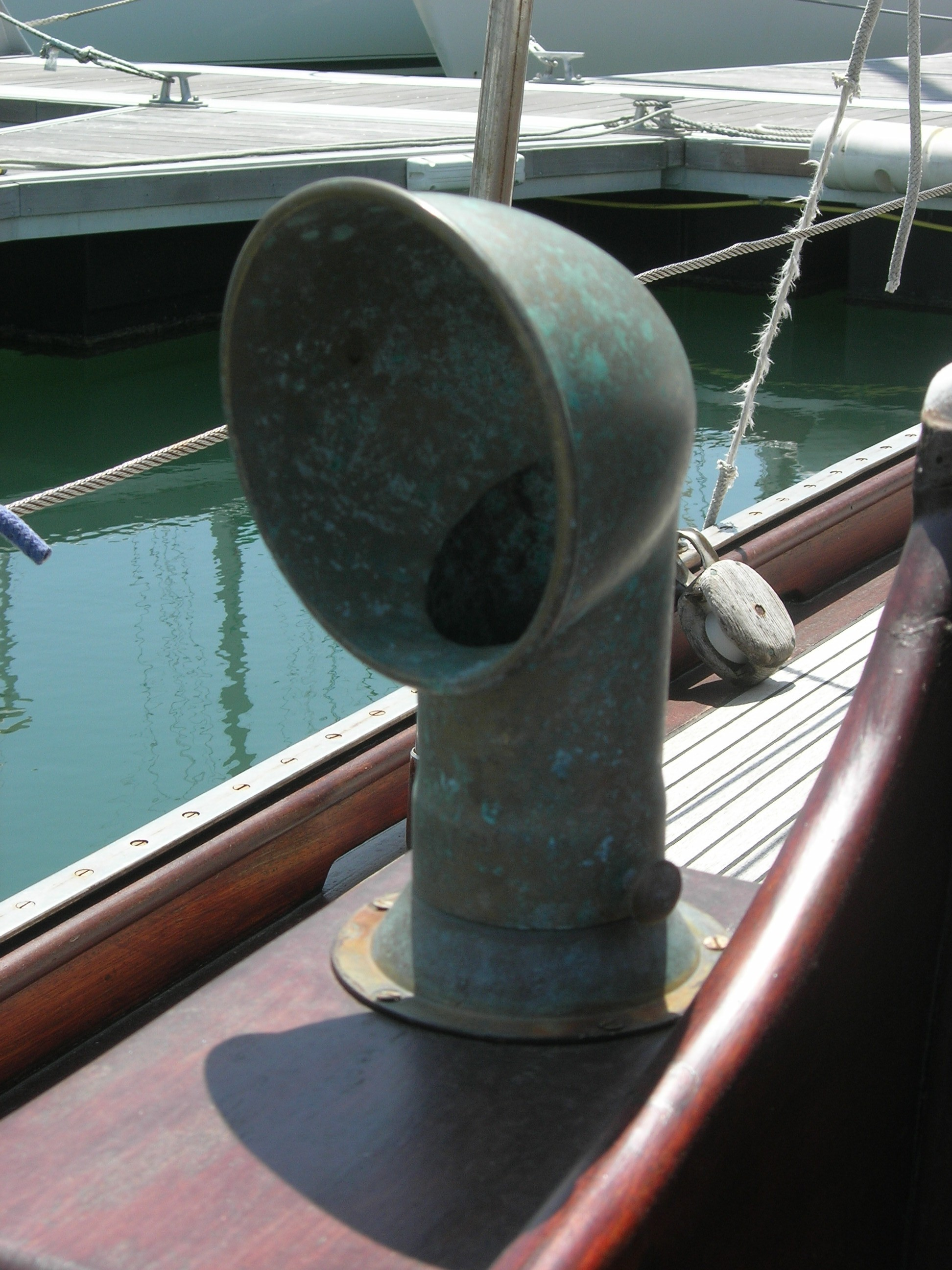
Respirall de bronze en la coberta d'un iot.

En sectors navals, un respirall nàutic és un dispositiu estàtic de ventilació. Semblant a una xemeneia, la seva disposició més típica adopta una forma tubular amb un extrem formant colze a uns 90 graus de la vertical. Va muntat sobre coberta, com a complement d'un conducte de ventilació, ajustant-se al forat terminal d'aquest darrer. Sinònims equivalents són: trompa de ventilació i mànega de ventilació.
Un sistema de respiralls adequat permet la ventilació de les cambres interiors d'un vaixell sense cap consum energètic, a diferència d'altres sistemes de ventilació forçada (amb ventiladors, extractors d'aire o similars).

## Història
Des dels orígens de la navegació, la ventilació dels espais interiors d'un vaixell ha estat un problema que calia solucionar. Els antics vaixells de fusta, encara que salpessin en perfectes condicions, al cap de pocs dies de navegació embarcaven aigua. Una aigua pudenta que s'acumulava a la sentina i que calia bombar amb regularitat. En molts casos, la presència humana provocava condensació de la transpiració i enrariment de l'aire a respirar.
Inicialment, la ventilació era molt precària i es limitava a obrir les escotilles en temps de bonança. Una millora del sistema, aparentment inventada pels marins danesos, fou l'adopció de mànegues o trompes de ventilació. Una mena de tubs de lona, amb un embut de grans dimensions a l'extrem, que es disposaven a coberta amb idea de recollir el vent i enviar-lo cap a l'interior del vaixell. Aquestes mànegues de lona es muntaven de forma provisional i només funcionaven quan hi havia vent.
A partir del segle xix hi ha documentades versions rígides dels sistemes anteriors que es muntaven fixes sobre la coberta dels vaixells. En els bastiments actuals, de qualsevol desplaçament, l'ús de respiralls rígids és habitual.

## Descripció i funcionament

Un respirall típic consta de tres parts:
- una base (en la part inferior), generalment en forma de brida
- un cos vertical, en forma de tub de secció circular
- un colze a uns 90 graus, amb una campana o difusor en forma de trompeta.

Hi ha respiralls petits (d'uns 30 cm d'alt) i respiralls molt grans (de més de tres metres d'alçària), amb tota una gamma de dimensions intermèdies.

### Funcionament
Hi ha respiralls que van muntats en posició fixa que no es poden ajustar. I respiralls que es poden orientar girant la trompeta segons un eix vertical.
- Si la trompeta està orientada a sobrevent, recull el vent incident i el condueix cap al conducte de ventilació, sota coberta.
- Si la trompeta està orientada a sotavent, aspira l'aire del conducte de ventilació i el deixa anar a l'exterior.
- Si no hi ha vent ni cap sistema auxiliar de ventilació forçada, només és possible la ventilació per convecció natural a l'estil d'una xemeneia convencional.